# Helsingør Tennis Klub
Helsingør Tennis Klub er en tennisklub i Helsingør  Kommune. 

## Spillere
- August Holmgren
- Maria Jespersen
- Philip Ørnø